# Rudolf Kleiner (Eisschnellläufer)
Rudolf Kleiner (* 21. Juni 1924 in Basel; † 9. September 2012 in Binningen) war ein Schweizer Eisschnellläufer.
Kleiner, der für den EC Basel startete, wurde in den Jahren 1948 bis 1950 dreimal in Folge Schweizer Meister im Mehrkampf und belegte bei den Olympischen Winterspielen 1948 in St. Moritz den 42. Platz über 1500 m sowie den 39. Rang über 500 m. Bei der Mehrkampf-Europameisterschaft im folgenden Monat in Davos errang er den 18. Platz im Großen Vierkampf.

## Persönliche Bestleistungen
| Disziplin | Zeit        | Datum           | Ort        |
| --------- | ----------- | --------------- | ---------- |
| 500 m     | 46,2 s      | 27. Januar 1950 | Davos      |
| 1000 m    | 1:42,2 min  | 27. Januar 1945 | Davos      |
| 1500 m    | 2:29,2 min  | 27. Januar 1950 | Davos      |
| 3000 m    | 5:17,5 min  | 27. Januar 1950 | Davos      |
| 5000 m    | 8:57,6 min  | 30. Januar 1949 | Davos      |
| 10.000 m  | 21:15,1 min | 17. Januar 1948 | St. Moritz |